# Plaza Hotel Curaçao
Het Plaza Hotel Curaçao is een voormalig hotel in het Waterfort in de wijk Punda van Willemstad op Curaçao. Het hotel vormt het hoogste gebouw van de stad maar is sinds 2017 gesloten en sindsdien verworden tot een ruïne aan de rand van de stad. Sinds 2020 zijn er plannen voor de realisatie van een nieuw complex onder de naam Waterfort Plaza. Hiervoor zal de toren moeten worden gesloopt.

## Geschiedenis

### Bouw
De bouw van het hotel hing samen met de wens om het toerisme naar het eiland een stimulans te geven en het te veranderen van een 'winkelbestemming' voor Amerikaanse cruisetoeristen naar een meer op verblijfsrecreatie gericht eiland. Een van de eerste prioriteiten hierin vormde de bouw van een 'first class hotel' met casino. Tot dan had Curaçao namelijk geen moderne hotels. Als locatie werd eerst gedacht aan de berg Ararat, maar dit bleek te duur. Het Riffort werd als te zwak beschouwd om een hotel te kunnen dragen. Uiteindelijk werd voor het Waterfort aan de ingang van de Sint Annabaai naast Fort Amsterdam gekozen als toegangshaven tot het eiland. Daarvoor moest eerst de bestaande gebruiker, de Kazerne Willem III, verplaatst worden naar Marinebasis Parera. 
De initiatiefnemers waren de Kamer van Koophandel, Vereniging van Handelaren en het Toeristenbureau, de kort daarvoor opgerichte Eilandsraad van Curaçao onder leiding van Ciro Kroon onder voorzitterschap van de Curaçaose zakenman Norman Mendez Chumaceiro (van S.E.L. Maduro). Zij verenigden zich in de eigenaren-NV hotelmaatschappij El Curaçao. Voor de nodige expertise werd in 1953 contact gelegd met InterContinental Hotels, die daarop tegen betaling een eerste schets maakte voor een hotel en zich bereid verklaarde de exploitatie op zich te nemen. In 1954 werd een contract getekend tussen de hotelmaatschappij en InterContinental. Een eerste maquette werd in 1955 geleverd. Voor de verwachte kosten werden door Chumaceiro investeerders in Nederland en Caracas geïnteresseerd voor een aandelenuitgave. De uiteindelijke kosten voor het hotel werden begroot op 3,8 miljoen gulden, waarvan 1,2 miljoen uit overheidsleningen en lokale belanghebbenden zoals banken, assurantiemaatschappijen, de Curaçaose Bank en de Postspaarbank en de rest uit aandelenuitgiftes werd bekostigd. Vooraf werd verwacht dat het hotel gemiddeld voor 50% tot 60% gevuld zou zijn. Later werd dat voor de aandelen 75% tot 90%. Voor een dekkende begroting werd aanvankelijk ingezet op een hotel met 60 kamers, maar dit werd nog voor de bouw opgekrikt tot 95 kamers om zo ook grote Amerikaanse reisgezelschappen te kunnen trekken. Uiteindelijk werden het er ruim 120.
De architecten van het gebouw waren Joseph P. Salerno, Richard Smith en Ben Smit van InterContinental zelf. Het gebouw werd opgetrokken in de stijl van het nieuwe bouwen. De eerste steen werd op 19 oktober 1955 gelegd door prins Bernhard. De kazernegebouwen moesten toen echter nog worden afgebroken. Dat kon pas na de ontruiming in januari 1956. Het gebouw werd vervolgens in anderhalf jaar tijd gebouwd. De bouw lag in handen van InterContinental zelf dat tevens een 25-jarig monopolie op alle casinoactiviteiten op het eiland kreeg.

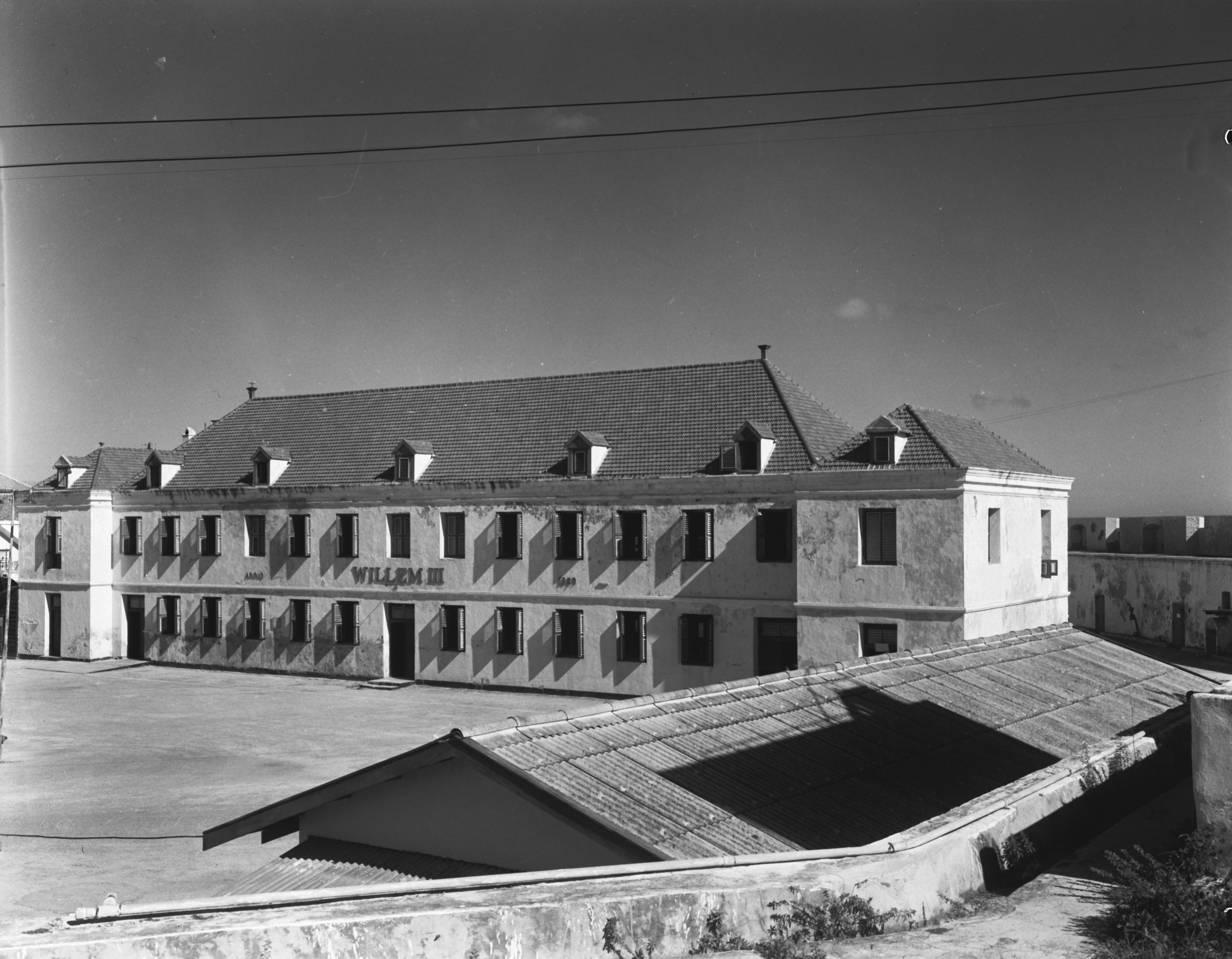
De kazerne Willem III in 1954
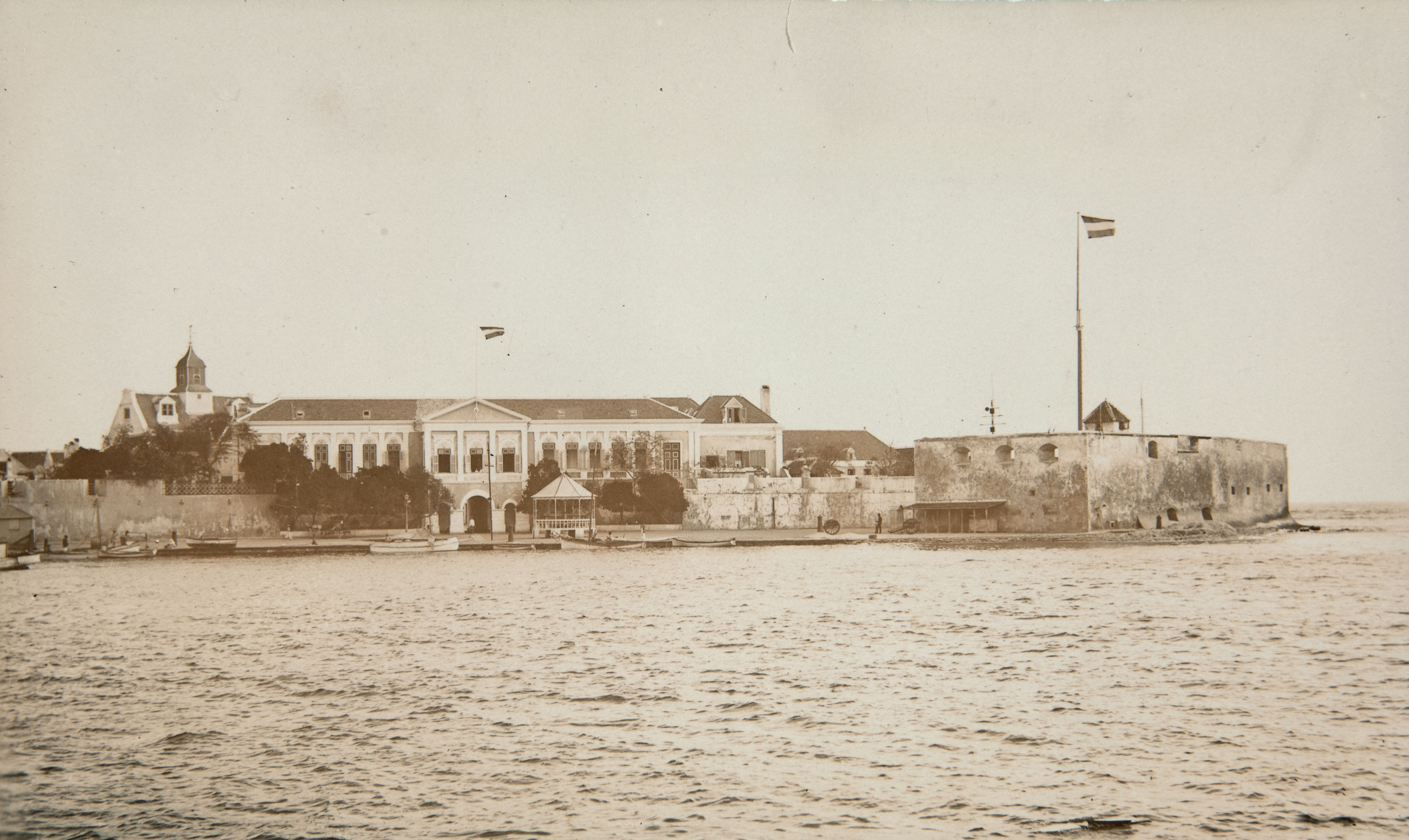
Het Waterfort rond 1900
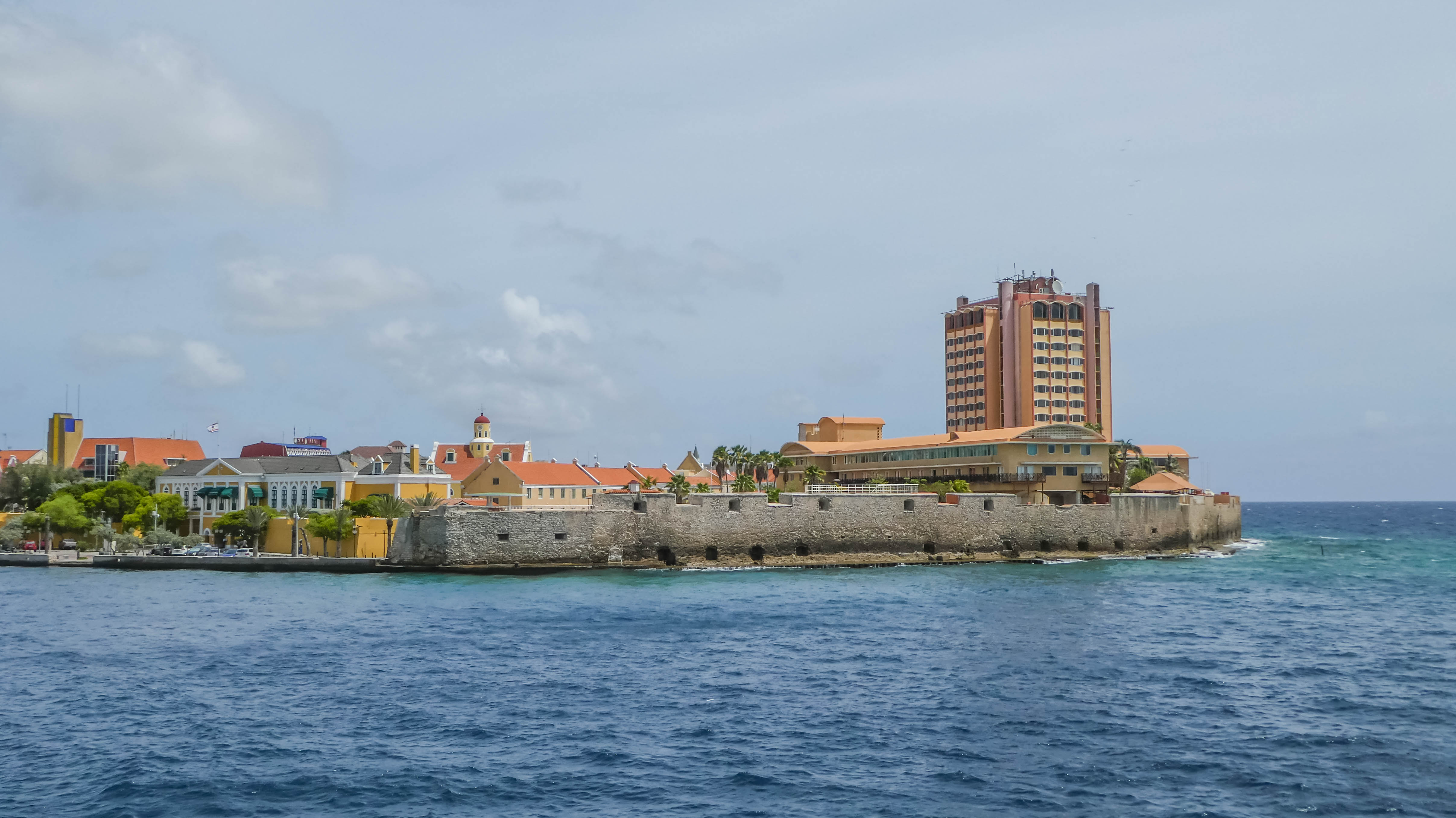
Het Waterfort met rechts de toren en een van de vleugels van het hotel

### Exploitatie

#### InterContinental
In oktober 1957 werd het geheel geopend onder de naam Hotel Curacao Intercontinental (of Hotel Intercontinental "El Curacao"). Het hotel bestond uit twee vleugels van drie verdiepingen met onder andere een zwembad en een Antilliaanse tuin. De KLM maakte bij de opening bekend een nieuwe lijnvlucht te openen tussen Curaçao en New York.  De eerste jaren liep het hotel erg goed. Zo goed, dat reeds in 1960 de eerste verzoeken tot uitbreiding kwamen. Dit leidde er uiteindelijk na onderhandelingen met Nederland toe dat er nieuwe overheidsleningen kwamen voor een uitbreiding in de vorm van een toren van 10 verdiepingen met in totaal 134 kamers, waardoor het totaal op 258 kamers uitkwam. De architect was Ben Smit. De kosten bedroegen 7,2 miljoen gulden. De toren kwam in 1970 gereed.
Tot 1973 steeg het aantal toeristen naar Curaçao, maar toen deze vervolgens sterk terugliepen en de eerste verliezen begonnen zei InterContinental het contract op per 1977. 

#### Canadian Pacific
De nieuwe exploitant werd Canadian Pacific Hotels. Omdat dit de enige gegadigde was en het hotel anders zou moeten sluiten kon deze scherpe voorwaarden stellen zoals dat de Curaçaose overheid extra leningen zou verstrekken en dat de hotelmaatschappij El Curacao het personeel zou overnemen en 1 miljoen in een renovatie van het hotel zou steken. De nieuwe naam werd Curaçao Plaza Hotel. De oude twee vleugels en het interieur van het hotel kregen een grote renovatie. De exploitatie bleef echter moeilijk. In 1981 bleek dat er grote verliezen waren en dat zowel de hotelmaatschappij El Curaçao als Canadian Pacific geen geld meer hadden voor de nodige investeringen. Na 7 jaar van verliezen plus een nog verdere val van de inkomsten door de val van de Bolivar (waardoor Venezolaanse toeristen wegbleven) werd besloten een nieuwe exploitant te zoeken. 

#### Richard Hart
Richard Hart, die eerder bij InterContinental gewerkt had en reeds het casino exploiteerde naast nog een aantal hotels op het eiland, werd via zijn beheermaatschappij Hartgroep de nieuwe beheerder vanaf juni 1984 met behoud van de naam Plaza Hotel. Hij ging daarvoor in zee met het Amerikaanse Ramada en nam het beheer van het personeel over van El Curaçao. Tussen 1984 en 1989 werd door de eigenaarsholding El Curaçao (inmiddels hernoemd tot Curaçao Holding Company) en Hart voor ongeveer 30 miljoen gulden een grote renovatie uitgevoerd aan zowel de buitenzijde als het interieur. Hart leende miljoenen van de overheid voor de renovaties. Bij deze verbouwing werd ook een discotheek toegevoegd aan het complex. Vanaf 1988 werd meer ingezet op zakelijke hotelgasten. De Curaçaose overheid zon ondertussen op een manier om de holding  te privatiseren door het hotel te koop te zetten.

#### Van der Valk
Hart wist in 1989 Van der Valk te interesseren voor deze verkoop. Voor slechts 3 miljoen gulden kreeg de hotelketen vervolgens het hele complex in handen onder voorwaarde dat zij er in de vijf jaar erop 10 miljoen gulden in zou investeren. Deze prijs was mede zo laag omdat het Curaçaose eilandbestuur grote verwachtingen had van de 'chauvinistische' Nederlandse keten en hoopte na de Amerikaanse toeristen nu ook op meer Europese toeristen. Verder zat er een hele lijst aan voorwaarden en beloften aan vast. Hart behield ondertussen zijn positie als beheerder van het casino, maar deed dit in 1993 ook over aan Van der Valk. Door Van der Valk werden onder leiding van de jonge bedrijfsleider Marc van der Valk enkele tientallen miljoenen geïnvesteerd om het hotel weer bij de tijd te brengen. De focus verschoof van zakenlieden naar de gewone toerist, waartoe het hotel een meer 'tropische' uitstraling kreeg met palmbomen en trinitaria's. De discotheek werd vanwege lawaaioverlast vervangen door een restaurant en het casino werd volledig vernieuwd. In 1990 werden onderhandelingen opgestart om een eigen chartervlucht naar het eiland te organiseren, iets wat tot een groot conflict met monopolist KLM leidde: Van der Valk vond dat de tarieven omlaag moesten en ging daarop in zee met de concurrentie zoals Sobelair. Van der Valk lanceerde een volledig eigen netwerk op het eiland met busdiensten, bootdiensten en duikexcursies en een eigen reisbureau Van der Valk Vakanties om mensen naar het eiland te krijgen. Het nieuwe concept werkte zeer goed omdat Curaçao toen sterk in opkomst was onder Europese toeristen die door de lage prijzen werden getrokken. Van der Valk wist bij de aankoop ook te bedingen dat er -grotendeels op kosten van de Curaçaose overheid met gelden uit Nederland- een strand bij het hotel zou worden aangelegd om zo ook de zon-zee-strandtoerist nog meer aan te kunnen spreken. De aanleg van het strand wilde echter niet echt vlotten doordat de riolering van Punda op de zee uitkwam waardoor de waterkwaliteit onvoldoende was, er door de noordoostelijke passaatwind veel golfslag is, de naastgelegen uitbaters onder de Waterfortbogen ('de boogjes') erop tegen waren en doordat de overheid ook mee moest betalen, maar deze om verschillende redenen (onder andere de aantasting van het koraalrif voor het eiland en baggeractiviteiten voor de haven) tot de conclusie kwam dat een strand op deze plek misschien niet meer wenselijk zou zijn. Daarmee bleef het hotel het enige aan de zuidkust zonder strand. Van der Valk stelde vervolgens 3,7 miljoen gulden per jaar mis te lopen door het strand.  Om de onderhandelingen weer vlot te trekken werd Van der Valk in 1994 een locatie voor een tweede Van der Valkhotel met strand beloofd aan het ontwikkelingsgebied bij de Bapor Kibrá nabij het Curaçao Sea Aquarium. Om de gasten de mogelijkheid te geven daarheen te varen zou er wel een pier komen bij het Plaza Hotel. Van der Valk weigerde dit en spande een rechtszaak aan tegen het Curaçaose eilandbestuur. In 2002 kreeg de keten in hoger beroep gelijk en kwam de Curaçaose overheid overeen om de hotelketen een stuk terrein te geven bij de Bapor Kibrá, waar vervolgens Van der Valk Kontiki Beach Resort Curaçao verrees. 

#### Fort Coast Group
In 2006 verkocht Van der Valk het hotel aan een consortium van bedrijven onder leiding van de Joegoslavische-Amerikaanse Barney Ivanovic handelend onder de naam Fort Shore NV met bankgarantie van de Curaçaose Girobank. Met de verkoop en daaropvolgende renovatie was 45 miljoen dollar gemoeid. Het consortium betaalde volgens de Curaçaose overheid echter niet en in 2008 werd Ivanovic zelfs het hotel uitgezet door de bewaking en ontspon zich een rechtszaak over het eigendom van het gebouw. In de jaren erop werd weinig gedaan aan het onderhoud en begon het gebouw langzaam te vervallen. De schulden aan de Girobank liepen op tot bijna 26 miljoen gulden in 2017, waarop besloten werd om de bv's van het hotel en casino failliet te verklaren, het gebouw te sluiten en vervolgens te veilen. Bij een eerste veiling in juli 2017 werd het gebouw gekocht door een Amerikaanse holding onder leiding van John Burcham, maar deze betaalde niet waarop de koop werd geannuleerd. In oktober 2017 werd wel de hele inboedel verkocht en kwam het pand leeg te staan. In november 2018 werd het gebouw via een nieuwe veiling verkocht aan Amerikaan Thomas Bolera die eveneens niet betaalde. Ondertussen verviel het pand steeds verder en werd het volledig gevandaliseerd. In oktober 2019 werd gewaarschuwd voor betonrot en vallende brokstukken. In juli 2020 werd het faillissement van het hotel opgeheven vanwege een gebrek aan baten.

#### Algemeen Pensioenfonds Curaçao
In september 2020 werd het gebouw tijdens een derde veiling voor 6,3 miljoen gulden verkocht aan ambtenarenpensioenfonds Algemeen Pensioenfonds Curaçao. Voorafgaand aan de verkoop werd overigens ingeschat dat het gebouw waarschijnlijk gesloopt moet worden omdat het niet meer te redden zou zijn. Het pensioenfonds liet echter door 'Heritage Plaza Consortium' van oud VNO-NCW-voorzitter Hans de Boer een herontwikkelingsplan opstellen voor het bestaande gebouw, waar een cultureel centrum moest komen met kunst en cultuurtoerisme dat moest passen binnen het werelderfgoed van Willemstad. In december 2021 meldde het pensioenfonds dat de toren inderdaad gesloopt zou worden. Op de plaats van het hotel moest een appartementencomplex met horecavoorzieningen en cultureel centrum komen onder de naam Waterfort Plaza.

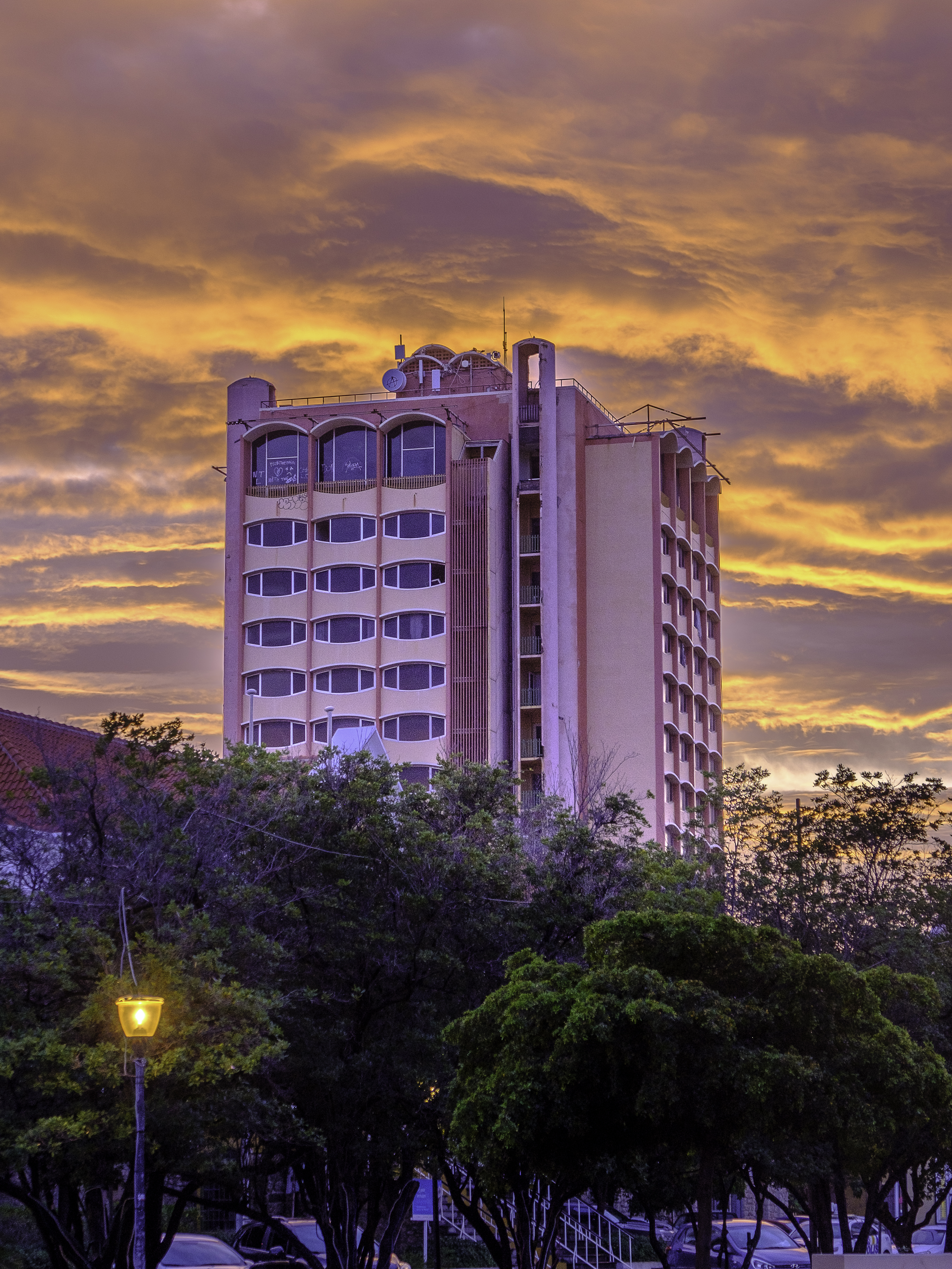
De toren van het Plaza Hotel Curaçao bij avond gezien vanaf het Wilhelminaplein
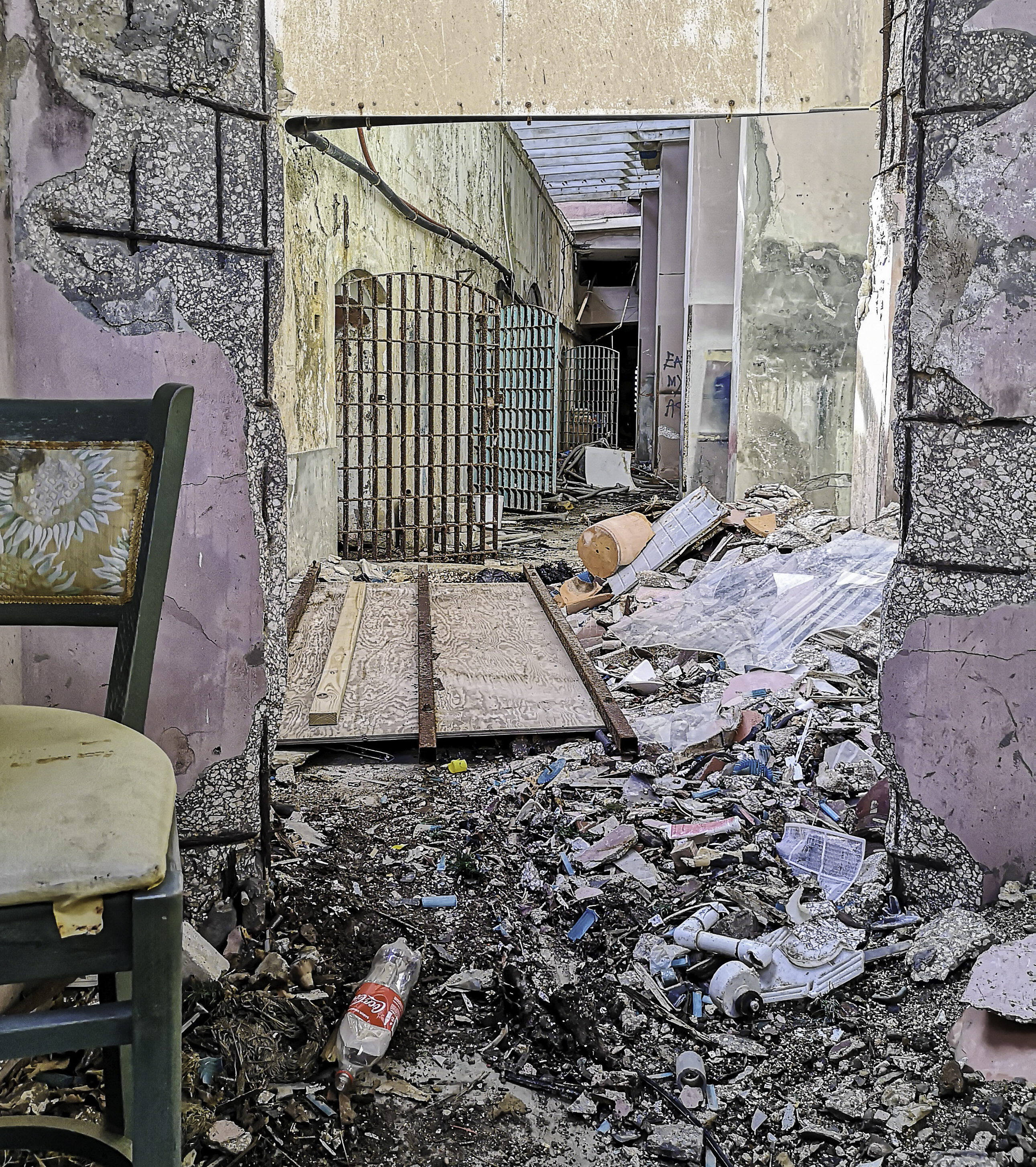
Volledig gevandaliseerde gang in het hotel
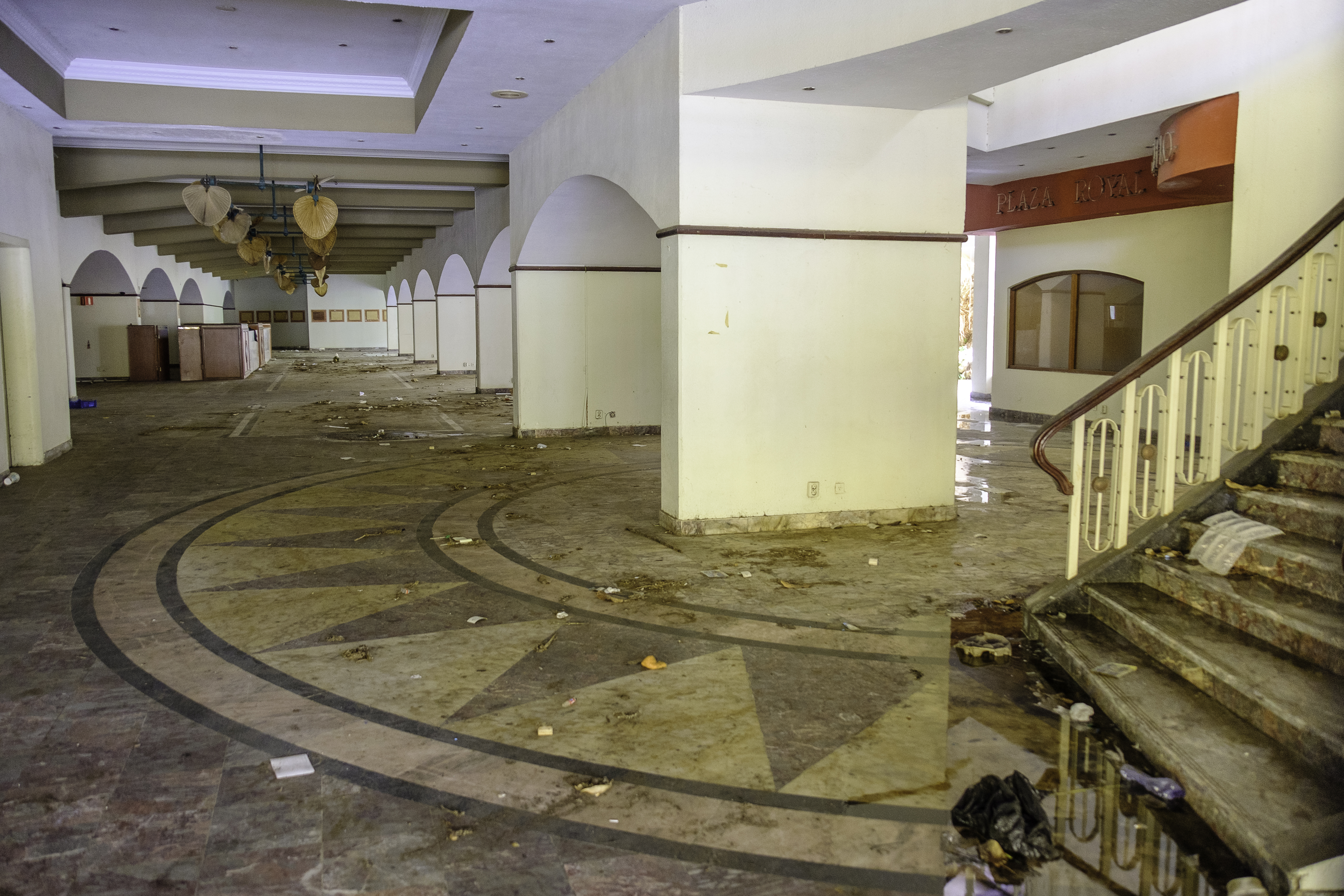
Entree gezien vanaf de ingang
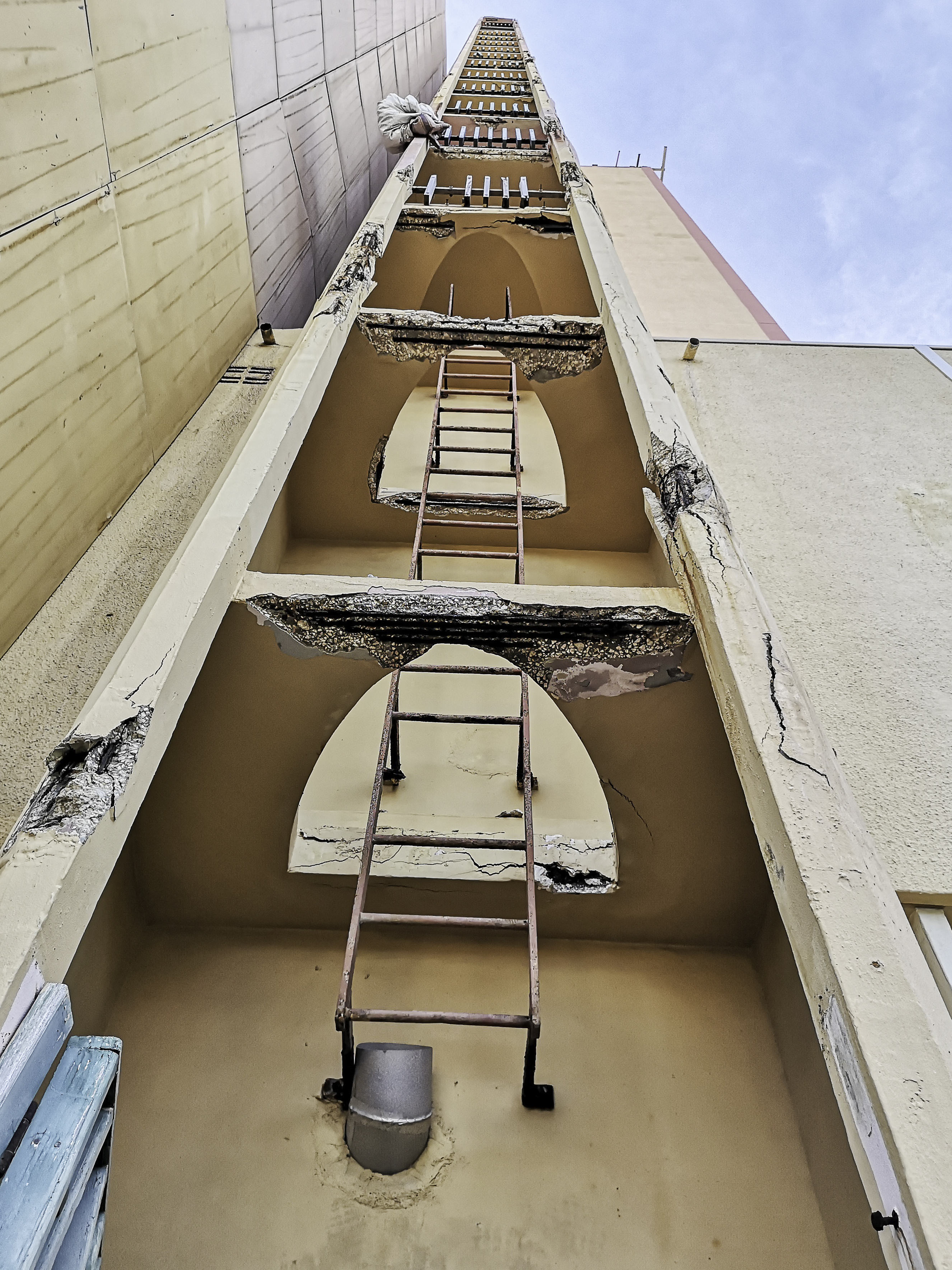
Brandtrap met betonrot
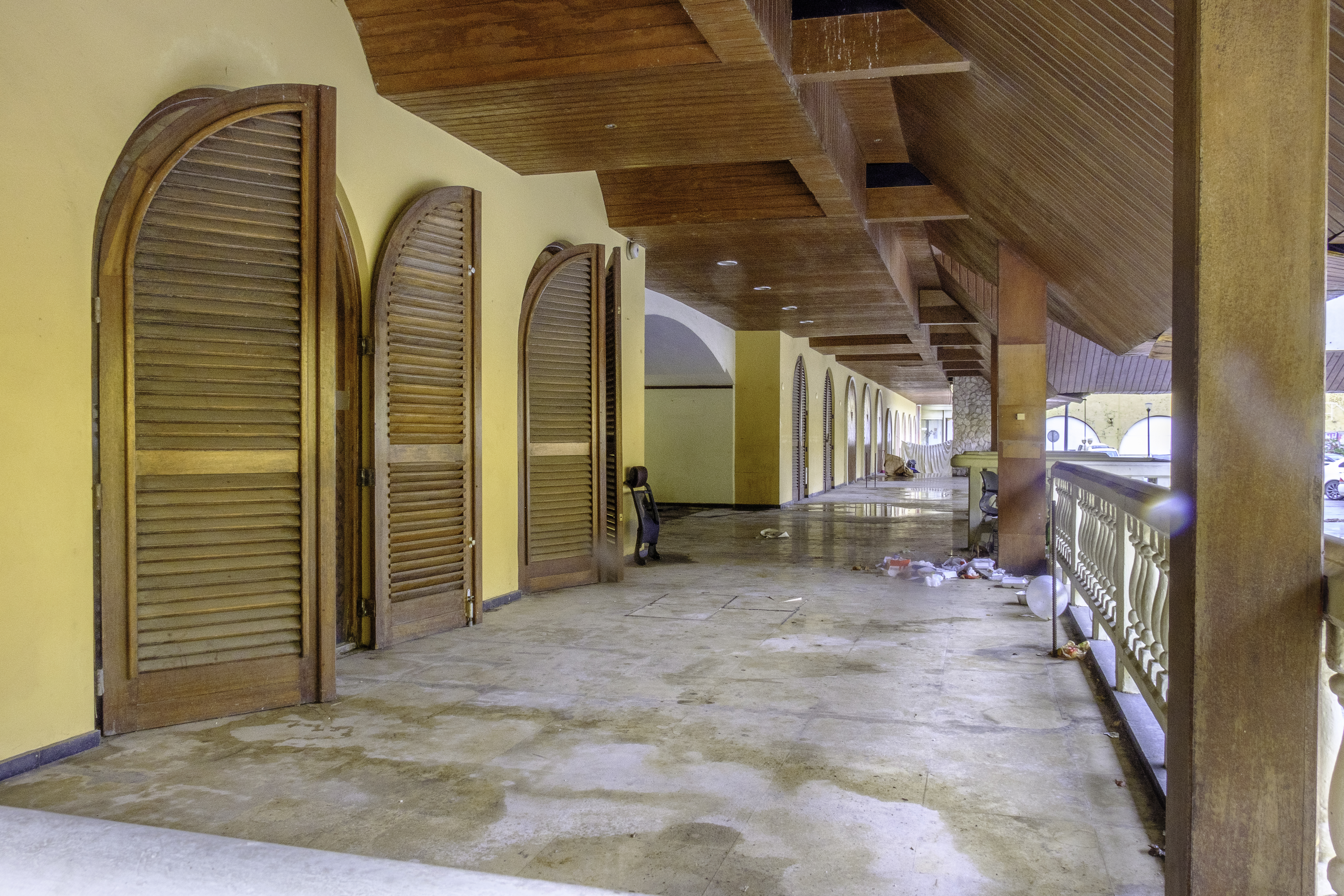
Veranda voor de ingang